# Bahnhofsbrücke (Aue)
Die Bahnhofsbrücke in Aue wurde ab Dezember 1935 errichtet. Es war die erste vorgespannte Balkenbrücke Deutschlands. Am 5. Juni 1937 übergab der Reichsstatthalter in Sachsen Martin Mutschmann im Rahmen der sächsischen Gauwoche der NSDAP das Bauwerk unter dem Namen Adolf-Hitler-Brücke dem Verkehr.:S. 104 Die zweistreifige Straßenbrücke ist Teil der Bundesstraße 169 und überspannt die Schlemaer Straße, die Zwickauer Mulde, die Bahnhofsstraße, das Gleisfeld des Bahnhofes und die Straße Am Bahnhof.

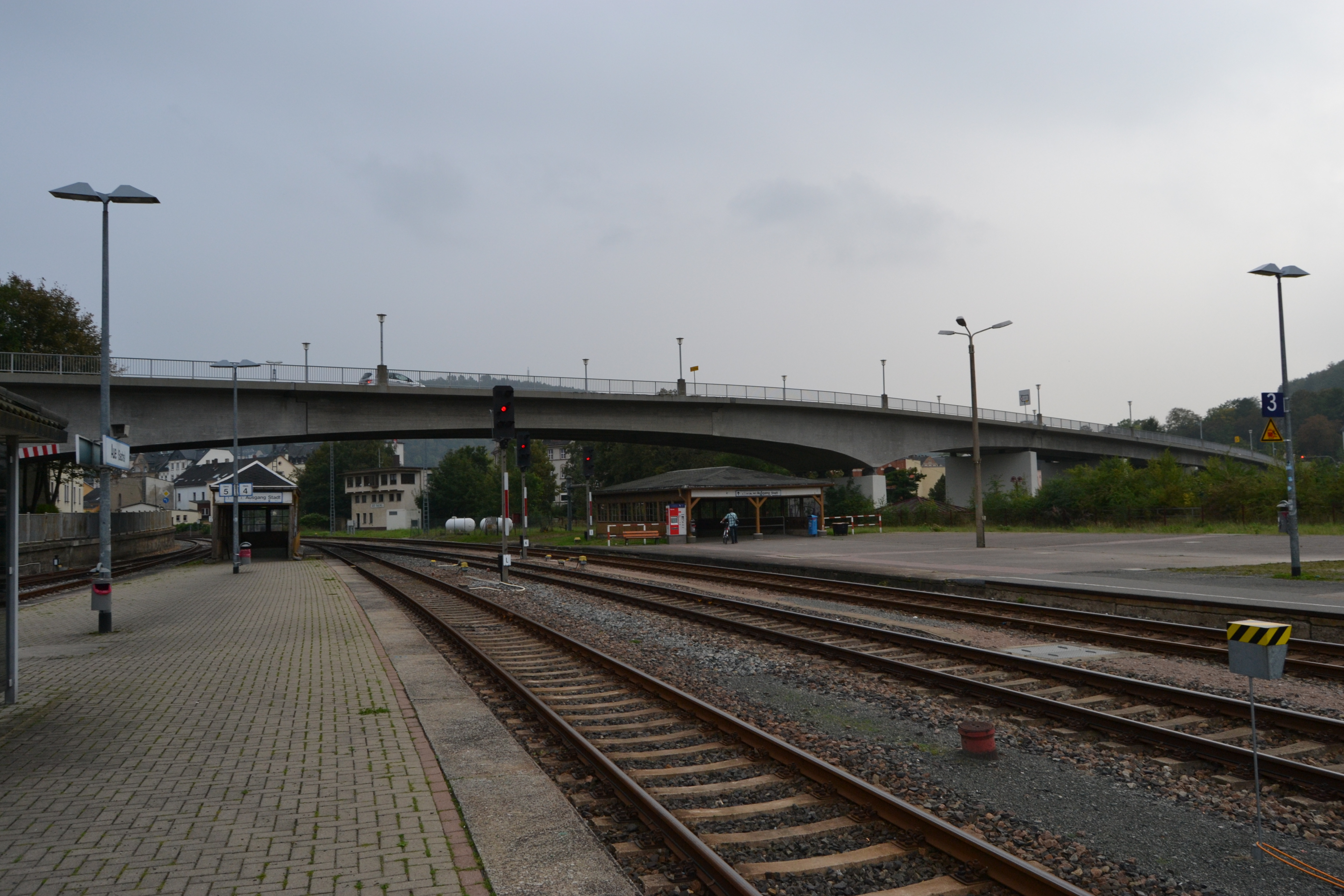
Hauptöffnung über dem Bahnhofsgelände mit dem Einhängebalken des Gerberträgers

## Brückenbeschreibung
Die 308 Meter (a):S. 97 lange und 12 Meter breite Spannbetonkonstruktion hat bei einer Gesamtstützweite von 303,62 Metern zehn Felder mit Einzelstützweiten von 19,01, 23,25, 28,00, 41,05, 28,00, 24,81, 21,90, 25,20, 69,00 und 23,40 Metern.:S. 98 Die Hauptöffnung über dem Gleisfeld des Bahnhofs mit 69,0 Meter Spannweite besteht aus drei Abschnitten. Der mittlere Teil ist ein 31,5 Meter langer, eingehängter Träger, der auf zwei jeweils 18,75 Meter langen Kragarmen lagert. In Querrichtung besitzt der Überbau einen vierstegigen Plattenbalkenquerschnitt, bei den großen Stützweiten über den Pfeilern einen dreizelligen Hohlkastenquerschnitt mit veränderlicher Konstruktionshöhe.
Die Pfeiler sind bis in einer Tiefe von sieben Metern auf dem dort vorhandenen Granit gegründet. Für das Bauwerk wurden rund 5000 m³ Beton und 660 Tonnen Stahl verbaut.:S. 104 Außerdem wurden 1200 Tonnen Zement sowie 1500 m³ Holz für die Verschalungen verarbeitet.

## Baugeschichte
Schon im Jahr 1898 gab es erste Überlegungen der Königlich Sächsischen Staatseisenbahnen, die Bahnhofsanlage umzugestalten. Dafür siedelte die Bahnbehörde im Jahr 1909 in Aue ein Bahnbauamt an, das bis 1924 bestand.
Zur Funktion der langen Brücke veröffentlichte der Erzgebirgische Volksfreund am 5. Juni 1937: „Sie soll [...] die Verbindung zwischen der Lößnitzer und der Schneeberger Reichsstraße herstellen, den mächtigen Verkehr dieser beiden Straßen über die Bahnhofsanlage in flüssiger Linie, vom Eisenbahnbetrieb unbehindert und ungestört, hinwegleiten und endlich die Beseitigung des für die heutige Entwicklung und vor allem des Verkehrs untragbaren Übergangs an der Lößnitzer Straße ermöglichen.“
Das Unternehmen Dyckerhoff & Widmann KG, Niederlassung Dresden, erhielt am 25. Oktober 1935 den Auftrag die Brücke nach einem eigenen Entwurf unter Mitwirkung des damaligen Stadtbaurates Hasse zu errichten. Als wissenschaftlicher Berater von Dyckerhoff & Widmann schlug Franz Dischinger vor, sein 1934 patentierte Vorspannverfahren zu verwenden. Die Brückenträger wurden mit hölzernen Konstruktionen eingerüstet, die Pfeiler ein- und nach Aushärtung des Betons ausgeschalt.  Im November 1936 erfolgte das Richtfest. An den Brückenenden entstanden vier 10 m hohe Stampfbetonobeliske auf denen Hoheitszeichen aus Eisenguss nach einem Entwurf des Stadtbaurates Hassę gesetzt wurden.:S. 104 Die Baukosten betrugen einschließlich Grunderwerb rund 920.000 Reichsmark. Die Kosten trugen die Deutsche Reichsbahn, der Generalinspektor für das deutsche Straßenwesen, die Stadt Aue und das Landesarbeitsamt Sachsen.:S. 104
Nach dem Ende des Zweiten Weltkriegs erforderte der Uranabbau sowie dessen Transport mit Lastkraftwagen und Güterzügen Umbaumaßnahmen. Im Jahr 1950 wurden die Gleisanlagen bzw. ihre Führung und die Brückenunterführungen umgebaut. Die schon nach 1945 abgeschlagenen Pfeiler-Skulpturen wurden durch auf einer Ecke stehende beleuchtete Würfel ersetzt. Im Jahr 1970 erneuerte die Reichsbahn dann den Personenbahnhof.

## Baudurchführung
Die letzten drei Brückenfelder an der nordöstlichen Seite, insgesamt 118 Meter lang und als Dreifeld-Gerberträger ausgebildet, wurden gemäß einem Patent Dischingers extern vorgespannt. Die Spannglieder hatten eine Zugfestigkeit von rund 520 N/mm² und wurden auf 220 N/mm² vorgespannt. Sie bestanden aus Rundstahlstangen mit einem Durchmesser von 70 Millimetern und waren in Form eines Hängewerks polygonal außerhalb des Betonquerschnittes unter der Fahrbahnplatte zwischen den Stegen angeordnet. Das ermöglichte ein späteres Nachspannen, was allerdings in der Kriegs- und Nachkriegszeit vernachlässigt wurde.

## Sicherheitsprüfungen und Korrekturen
Bei einer Untersuchung im Jahr 1950 stellte Dischinger keine Gefahren für die Standsicherheit fest. Die schwache Vorspannung wurde infolge Kriechen und Schwinden des Betons bis zur ersten Instandsetzung im Jahre 1962 um 75 % abgebaut. Das hatte Durchbiegungen des Einhängeträgers von insgesamt 20,0 Zentimetern zur Folge. Der durch die vernachlässigte Instandhaltung mangelhafte Bauzustand der Brücke, unter anderem waren die Spannstangen korrodiert und bereichsweise die Betonqualität schlecht, führte schließlich 1993 zu Abbruch und kompletter Erneuerung des Überbaus in historischer Konstruktionsweise. Bis zur Fertigstellung im Jahre 1995 beliefen sich die Kosten auf rund 16,5 Mio. DM brutto. Die Leuchtwürfel auf den Pfeilern wurden bei der Rekonstruktion entfernt.

## Denkmalschutz
Die Bahnhofsbrücke steht als bauhistorisch bedeutsam und ortsbildprägend unter Denkmalschutz (unter der Nummer 08957481).